# Chlorotalpa
Chlorotalpa è un genere di Crisocloridi al quale sono attualmente ascritte due specie:
- Chlorotalpa duthieae - Talpa dorata di Duthie
- Chlorotalpa sclateri - Talpa dorata di Sclater

Fino al 1955, il genere contava anche Chlorotalpa arendsi, in seguito riclassificata nel genere Carpitalpa.